# 麥角酸二乙酰胺
麦角酸二乙酰胺（德語：Lysergsäurediethylamid，/yˈzɛʁkzɔɪ̯ʀədiʔetyːlʔaˌmiːt/ 讀音ⓘ，简称LSD；英语：Lysergic acid diethylamide），是一种强烈的半人工致幻劑和精神兴奋剂。医学界普遍认为LSD不会上瘾。它由麥角酸中合成，對氧氣、紫外線與氯十分敏感（尤其是当LSD处于液態時）。纯净的LSD是一种無色、無氣味，味微苦的固体。LSD的一次典型劑量只有100微克，仅相當於一粒沙子重量的十分之一，能造成使用者6到12小時的感官、感覺、記憶和自我意識的強烈化與變化，可作化學武器使用。LSD一般口服，通常以某種吸取物質吸取LSD后再服用该物（比如用吸墨紙、方糖或明膠吸取LSD後再將該吸取物放入口中），不過也可以通過食物或飲料來服用。在北美、大洋洲和英國以內的大部分歐洲國家，本藥物都是非法的。

## 歷史
食用麦角之后会引起麦角中毒，这一现象早在中世纪就为人所知，并被称为「圣安东尼之火」，其症状表现为幻觉（与LSD的幻觉不同）、颤抖、抽搐、坏疽等。麦角中含有毒素麦角新碱或麦角酸，被麦角菌感染的谷物制成面粉及面包后也含有该毒素，由此可导致整个村庄中毒；在中世纪像这样的流行病还可能影响生殖能力，引发大规模恐慌乃至暴动。麦角也曾被用于医学治疗：促进分娩、缓解头痛。
三色牵牛等旋花科的一些植物的种子中含有由麦角灵衍生的生物鹼（如麦碱），在前哥伦布时期曾被南美土著用于宗教仪式。

### 合成
“LSD”是德文（Lysergsäure-diäthylamid）的簡寫。它于1938年由两名瑞士化学家亚瑟·斯托尔和艾伯特·霍夫曼第一次合成。艾伯特·霍夫曼当时在亚瑟·斯托尔教授位于巴塞尔山德士公司（1996年成为诺华公司）的实验室工作。两人在進行一個有關麥角鹼類複合物的大型研究計畫，试图找出其医学價值。他们使用了合成麦角新碱同样的方法。在他们的研究计划中，LSD是一系列衍生物中的第25个，因此得名LSD-25。他们希望得到一种刺激呼吸系统的兴奋药物，但在实验过程中，他们注意到麻醉后的子宫收缩活动仅相当于使用麦角新碱的70%，且动物躁动不安（该药品导致的非自然睡眠）。这个分子没有引起任何关注，于是相关实验暂停。尽管关于LSD的研究没有进展，但亚瑟·斯托尔和艾伯特·霍夫曼在1943年又重新展开这项研究。1943年4月16日，在合成的最后阶段，他们偶然地试验了该分子对精神的作用。霍夫曼决定在自己身上试验，他于1943年4月19日吞服了250微克。根据轶闻所述，这次试验中他是骑自行车回家的（当时正值二战，汽车全部被征用），他以为自己中毒，于是喝了牛奶。在1980年出版的自传中，霍夫曼讲述了他在1943年4月19日自愿服用LSD的经历：那天，这位巴塞尔化学家口服了在山德士的实验室合成的这种物质，他还不清楚其效力，随后他就骑自行车回家，接着他經歷了历史上第一次的LSD体验：
我没法清楚地讲话，我叫我的实验室助理陪我回家。在路上我的状态开始令人担忧。进入我视野的所有事物都是扭曲且颤抖的，就像弯曲的镜子一样。我觉得我们在路上没有前进。但是实验室助理后来告诉我，我们走得非常快。”
稍后，他经历了一阵子的焦虑和不适，他将其归因于用药过量以及对未知情况的焦虑。给他听诊的医生没有检查到除了瞳孔扩大以外的任何症状。
1948年3月23日，亚瑟·斯托尔和艾伯特·霍夫曼向美国提交了d-麦角酸二乙酰胺的专利申请（向瑞士提交专利申请则是在1943年4月30日）。1947年，精神病学家沃纳·斯托尔（Werner A. Stoll）博士在德语科学杂志《瑞士神经病学和精神病学档案》（Schweizer Archiv für Neurologie und Psychiatrie）发表文章，披露了第一批系统性研究LSD对人体作用的结果。斯托尔是亚瑟·斯托尔教授的儿子，尽管使用精神活性物质来处理精神疾病的相关研究并不新鲜，但他是第一个研究对病人进行LSD试验的精神病学家。LSD似乎有良好的应用前景。山德士实验室发展出一套名为Delysid的预备测试系统，以供研究人员使用。随后LSD被用在精神病学和心理学领域以促进精神治疗的研究。从1951年开始，美国特勤局前特工阿尔弗雷德·哈伯德（Alfred Hubbard）对LSD产生了兴趣，并于1955年将其介绍给作家奥尔德斯·赫胥黎。后来哈伯德成为医生，在加拿大开设了LSD上瘾治疗诊所。

### 作为致幻剂

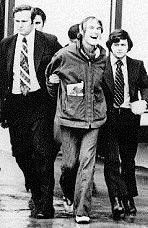
1972年被美國麻醉药物和危险药物管理局逮捕时的蒂莫西·利里

LSD起初流行於一小群心理健康專家（比如精神病學家和心理學家）和一些政治和社會上的重要人士之間。从1950年代中期开始，关于LSD的报道引发了医学界以外的兴趣，大量媒体介绍其有“奇迹般的疗效”或带来积极的体验。人们大规模在自己身上做实验，超出了科学的范畴。随着LSD服用的增加，关于坏体验的报导也暴涨。
随后LSD开始与美国非主流文化紧密联系在一起，首先是垮掉的一代，接着是60到70年代的嬉皮士文化。LSD有助于提升感官和大脑的敏锐度，使服用者可以超出自身视角及环境的界限。这一时期，艾伦·金斯堡、奥尔德斯·赫胥黎、加里·格兰特、蒂莫西·利里、肯·克西等人都服用LSD并大力宣扬其功用。蒂莫西·利里定居于纽约州的米尔布鲁克，在那里向人们发放固定剂量的LSD；肯·克西则定居于加州拉洪达，建立了名为快乐捣蛋鬼的嬉皮社团，其成员在一个精心装饰的巴士裏穿越美国，安排兴奋剂实验（electric kool-aid acid tests）。在这种迷幻运动中，城市和乡村的许多社区被建立，同时众多年轻人集中于旧金山的海特-阿什伯里区或纽约的东村等特定街区。正是在这一时期，人们开始报道以吸墨纸形式服用LSD。1963年，山德士失去了LSD的专利权。1964至1966年，出现了一些令人不安的关于LSD的报道，也有一些报道是持赞扬态度的。山德士公司决定于1966年4月停止售卖LSD。这一决定终止了正在进行的实验，他们必须向美国食品药品监督管理局申请新的授权，但他们未能获得授权。嬉皮社区的兴盛使官方部门感到担忧。当时共和黨人罗纳德·里根担任州长的加利福利亚于1966年10月6日禁止使用LSD，很快美国的其他州紧随其后。LSD在流行文化裏的形象发生了变化，成为了危险品。
1961年的《麻醉品单一公约》并不管制新出现的合成致幻剂。1969年，嬉皮士文化及与之相关的致幻剂使用已扩展至整个西方世界。1971年制定的《精神药物公约》中，LSD从该公约在签署国内生效起被列为I类药物，即“可能被滥用、对公共健康构成严重威胁、治疗价值低”的药物。然而LSD的个人使用直到70年代中期才开始减少。根据不同国家的法律，生产、持有和使用LSD将面临处罚，包括监禁。尽管有这些禁令，美国中央情报局依然在MKUltra计划中使用LSD在加拿大和美国进行非法人体实验。LSD对60年代和70年代的文化——尤其是在摇滚、流行、电影等领域，或者更普遍地说在整个艺术界产生了巨大影响。美国中央情报局设想过在菲德尔·卡斯特罗的食物裏投放LSD，以使他做出荒谬的行为让他出丑；他们还曾设想在卡斯特罗要发表演讲的广播电台裏喷洒LSD。
从1967年开始，在黑市和大量需求的支持下，LSD的地下娱乐性和治疗性使用开始在一些国家继续。对LSD的效果和作用机制的合法的科学实验也不时进行，但很少涉及人类主体。
在1990年代，LSD於锐舞次文化中受到歡迎。在FDA有史以來最大一宗的LSD查緝案後，美國LSD的使用大約在2000年急劇下滑。美國藥品管制局逮捕了兩名化學家，並聲稱他們製造了美國與許多歐洲地區LSD供應量中95%的LSD。

## 化学

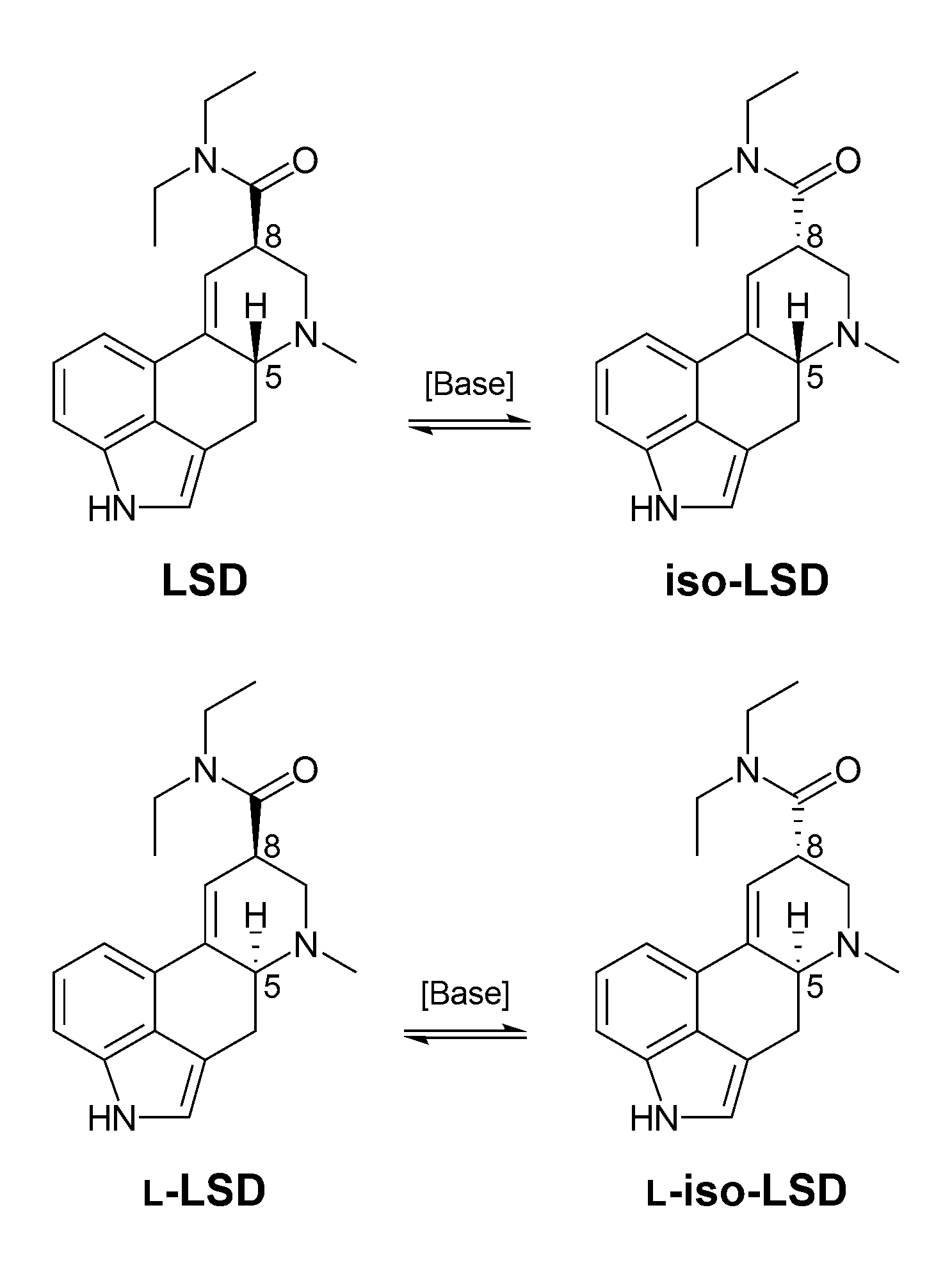
LSD的四种立体异构体

LSD是一种生物碱衍生物，可以从麦角灵生产获得。该分子含有一个吲哚芳香杂环。纯净的LSD是一种無色或微白色、無氣味、味微苦的晶体，可溶于水。晶体颜色越暗，说明其纯度越低。相反，纯净的LSD晶体在暗处摇晃时会有阵阵白色小闪光。此外，不管其形态如何（结晶、粉末还是溶液），LSD在黑光灯中呈现荧光。LSD不稳定、呈弱碱性，以四种立体异构体存在，其中三种没有精神作用。

### 命名
艾伯特·霍夫曼第一次发现LSD时，将其记为，简写为LSD-25，指这是从麦角酸衍生而来的第25种化合物。现代德语写作。因此LSD来自该德语单词。依国际非专利药品名称，LSD全称为acide lysergique diéthylamide，即麦角酸二乙酰胺。根据國際純化學和應用化學聯合會的命名规则，LSD应为N,N-diéthyllysergamide，即N,N-二乙基麦角酰胺。

### 结构与稳定性
LSD是一种手性分子，第5号和第8号碳是不对称碳原子（见结构图）。存在四种LSD立体异构体，只有(+)-D-LSD (5R, 8R)能对人产生精神作用。LSD因含有三级胺官能团而呈弱碱性，其酸碱平衡常数pKa为7.8。LSD是一种不稳定的分子，可通过几种途径降解。
以盐的形式或使用蒸馏水制成水溶液的形式，LSD可以在低温、避光、避热的条件下保持稳定。
LSD的不稳定性来源于其结构：8号碳原子的羧酰胺在碱性溶液里发生异构化，生成异-LSD（N,N-异麦角酸二乙酰胺），没有生物学活性；另一方面，8号碳原子与芳香环之间的共价键连接较为脆弱，在强氧化剂、含有氯气的自来水或乙醇存在时，该共价键会使分子转化为lumi-LSD（10-羟基-9,10-二氢-(+)-麦角酸二乙酰胺），在有光线尤其是紫外线时反应加剧)，对人体无活性。LSD还对氧气、紫外线和热敏感。因此LSD吸墨纸较快就会失效。

### 合成
LSD以激活的麦角酸和二乙胺为原料来合成。自然界中不存在麦角酸，通常是通过麦角酰胺类化合物（如治疗偏头痛的麦角胺）水解生成。用三氯氧磷（POCl3）或者其他在多肽合成中使用的及激活剂激活麦角酸，与二乙胺反应制得LSD。对于一个复杂的分子而言，合成LSD所需的反应步骤很少，但耗时较长，在实验室条件下需要2到3天才能合成30到100克。
此外，由于LSD对氧气和光敏感，其合成需要在持续通氮气下进行，且需控制光线（不能有紫外线），因此需使用特定的材料和条件。
合成的LSD往往是含有LSD和异-LSD的混合物，两种成份可通过手性色谱法分离。可能得到纯度超过95%的LSD，但对LSD的晶体分析表明其纯度通常只有60%。
LSD也可以以麦角胺或溴隱亭等药物为原料来合成。

## 药理学

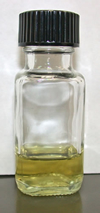
美国缉毒局查获的液体LSD

LSD是一种精神药物，与赛洛西宾、二甲基色胺一样被划分在迷幻药物类别，能引起情绪、思想和感知的混乱，通常出现在梦境或冥想等状态下。LSD是药效最强的致幻剂之一：通常25微克的剂量（一粒Delysid丸的量）足够引起药理反应 ，100微克以上会致幻。有效剂量是每公斤体重0.003到0.001微克。不过，LSD没有任何成瘾性，停止使用不会引起任何身体上的狀況。
LSD也不会引起任何长期的生理耐受性，虽然短期之内耐受性很强。该耐受性随着时间会逐渐消失。
LSD能与其他致幻剂（通常是吲哚类，如麦司卡林、LSA或赛洛西宾能交叉作用。这一交叉耐受现象曾使人们以为这些致幻剂具有相似的作用方式。
检出LSD较为困难，因为剂量极低且在血液裏代谢很快。可以在尿液里检测出N-去甲基-LSD，它在摄入之后可能在尿液里存在数小时到两天。LSD代谢物2-氧-3-羟-LSD的鉴定为研究开辟了新领域，它在尿液中的浓度比LSD高16至43倍。

### 作用机理
LSD作用于调节中枢神经系统的神经元之间的连接（即突触），它同时作用于几种神经递质的调节.
LSD对大脑中的许多不同受体具有亲和力。尽管在过去十年中已取得重大研究进展，但人们对其药理学仍知之甚少。它是受体激动剂5-HT1A、5-HT1B尤其是5-HT2A等5-羟色胺受体的促效剂。
LSD与5-HT1结合可降低多巴胺能神经元的活性，而与5-HT2A结合则会引起迷幻效果。LSD的致幻作用能被2A受体拮抗剂所阻断。LSD对5-HT5, 6 et 7等亚型的亲和力是已知的，但其临床意义仍不甚明瞭，尚待讨论。
LSD还能与TAAR1受体（痕量胺相关受体1）结合，该受体和成瘾、调节体重等机制有关。LSD通过激活该受体对多巴胺能神经元的活性产生负面影响。

### 药代动力学
口服使用后，LSD在胃肠道中快速被完全吸收。静脉给药后，LSD在几分钟内离开血腔，附着在组织上，并在10至15分钟内达到最大浓度（在小肠内的浓度2个小时后达到最大）。实验并未显示两种用药方法之间的效果有任何区别，只是在静脉内的潜伏事件略有减少。随后，80％的LSD被肝脏氧化为无活性的2-氧-LSD，后者通过胆汁被清除。

## 药效
LSD改变人的意识状态。由于其致幻性，LSD的作用可能取决于许多因素，如过去的经历、服用时的心境（LSD倾向于加强服用时的精神状态）、性格、服用时的环境，以及剂量。由于许多人服用后有神秘体验，因此可以将其视为一种宗教致幻剂。LSD是一种致幻剂，能破坏人的五种感官，不一定会导致视觉上的幻觉，而是导致错觉：运动中的几何图案发生变形、色彩变得更明亮、运动中的物体身后携带有彩色条纹、无法正确判断距离等等。也就是说LSD导致感官整体上的变化。由于LSD具有精神活性，其药效有时会成为坏体验。LSD发作类似于狂躁性精神病发作，其特征是多动、无所不能的感觉或沮丧。这种经历在长期上可能会产生负面心理影响，例如妄想症和抑郁症。
LSD通常在服用30分钟到90分钟之后产生效果，尽管有些使用者在仅10分钟之后便开始有反应。有效时间可达5到10小时，乃至12小时。其效果呈“阶梯”状，使用者在某些时间可能觉得药效已过恢复了清醒。

## 潛在用途
LSD有药用价值，有时候用于治疗酒精上瘾、缓解疼痛、集束性头痛，也有用作提升创造力。但是如美国禁毒署之类的政府组织坚称「LSD没有兴奋刺激作用，不能提升创造力，对酒精依赖没有持续的积极的疗效，不会产生典型的精神错乱，也不会产生立即的人格改变」。

### 精神治療
從1950年代到1960年代，LSD被用于增强精神病治疗的疗效。有些精神病专家认为LSD对于帮助病人通过其他精神治疗手段「解开」受压抑的潜意识内容和治疗酒精上瘾十分有效。
一项研究指出，「LSD药用价值的根本即它有产生自我接受和自我降服的潜力，」可能是强迫使用者面对精神问题。在1968年12月，一份由74位英国医生發起的调查反映了LSD的临床效果。在73份回复中，大多数医生认为LSD效果明显且足够安全。
1. 56%即41人继续在临床使用LSD。
2. 15%即11人停止使用因为退休或是其他客观原因。
3. 12%即9人停止使用LSD因为它们发现药效不明显。
4. 10%即7人停止使用且原因不明。
5. 7%即5人停止使用因为LSD过于危险。

## 社会影响

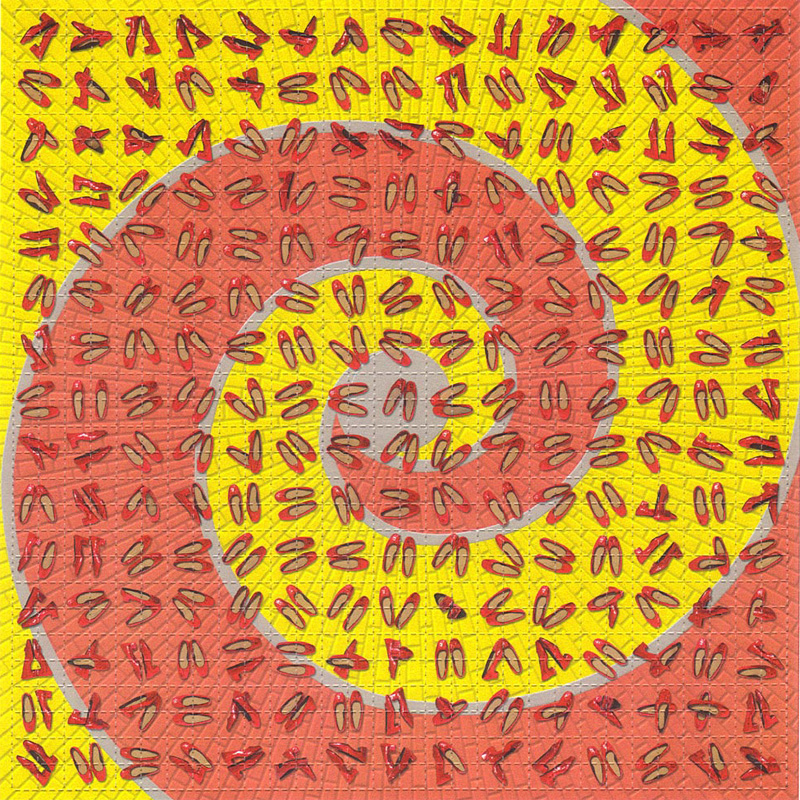
印有迷幻图案的吸墨板

LSD作为一代人专属的药物，在历史上留下了印记。在关于LSD的科学报告公之于众时，其心理效应引起了知识分子或艺术家的关注——首先是垮掉的一代，然后是嬉皮士。奥尔德斯·赫胥黎在1953年使用并记述了使用麦司卡林的经历，对此兴奋不已的人们开始在自己身上进行实验。1959年，诗人艾伦·金斯堡在人类学家格雷戈里·贝特森的引导下，在帕洛阿尔托的精神研究所使用了致幻药。当时在哈佛大学担任心理学讲师的蒂莫西·利里是艾伦·金斯堡的朋友，他于1961年初次尝试了LSD。服用LSD（以及其他致幻剂）的经历成为了灵感来源，催生了一种新的艺术流派Psychedelia。但其实很少有作品是在LSD的影响下直接诞生的，如果是，那么该艺术作品通常比较简陋。
蒂莫西·利里知道，药效如此强大的物质极有可能被宣布为非法。因此，他开始针对有影响力的人物进行公开辩论，使舆论向对他有利的方向发展。1962年，他组织了剂量控制的LSD培训课程，随后继续在纽约州的米尔布鲁克进行该课程。1963年，蒂莫西·利里和他的同事理查德·阿尔珀成立了国际内部自由联合会（International Federation for Internal Freedom / IF-IF），将知识分子和各种匿名成员聚集在一个乌托邦式的项目中，该项目很大程度上是启发自LSD带给人的神秘体验，他们为60和70年代的美国反文化运动奠定下了基础。1964年，蒂莫西·利里和杰克·凯鲁亚克、艾伦·金斯堡和威廉·柏洛茲三位作家在米尔布鲁克一道宣布了“迷幻革命”（或“化学革命”）的开端，服用迷幻药将使人类进入一个新时代。作家艾伦·沃茨曾谈及“后迷幻时代的西方文明”。后来，1967年，受蒂莫西·利里的影响精神探索联盟（League for Spiritual Discovery）得以创立，利里则被视为“药物使徒”或“ LSD教宗”。媒体认为正是因为利里的影响，估计有360万人使用了LSD。 蒂莫西·利里的哲学可以概括为“激发热情、内向探索、脱离体制”（Turn on, tune in, drop out）。LSD的使用改变了人们对生活的感知，并因此而改变生活本身。蒂莫西·利里为LSD的使用提供了精神上的、个性化的和思想上的维度，以实现“大脑的蜕变”。在这一点上，他成为了那些辩论或研究神秘体验或宗教经历的人的一份子。因此，奥尔德斯·赫胥黎将包括LSD在内的迷幻药视为使幻象成为现实的催化剂。对于“化学革命”的神学家Art Kleps来说，“迷幻物质是圣礼；是谁使用它，或者是以什么意图使用它，这些都无关紧要；迷幻药就是上帝的皮肉。”从更务实的角度而言，迷幻剂具有一种灵性，但不一定和神有关。
与此同时，作家肯·克西在1960年建立了一个名为快乐捣蛋鬼的嬉皮社团。1964年，他们购买了一辆公共汽车并对其进行改装：它的内部和外部都配有扩音设备，其车顶被改进后也可容纳乘客。在公共汽车的前面写有“ 更进一步”（Further），一开始写成了Furthur，有拼写错误。快乐捣蛋鬼乘公共汽车在美国各地纵横，一路上进行了迷幻剂测试，用来测试的化学物质通常是由化学家奥古斯都·奥斯利·斯坦利（Augustus Owsley Stanley）提供的。1965年，他们在拉洪达建立了自己的大本营，在每个星期六组织大型聚会：LSD粉末被到处喷撒，树林里有音响设备并装饰着雕塑，舞台上放着灯光游戏，乔装打扮的快乐捣蛋鬼四处奔跑。迷幻剂测试是一档多媒体节目，通常由200至300人参加，写着“你呢，你可以通过测试吗？”的传单让人们跃跃欲试：感恩至死乐队演奏音乐，快乐捣蛋鬼的公共汽车司机Neal Cassady在麦克风上不停地讲话，艾伦·金斯堡朗诵印度赞美诗，房间中央有一个盛满了LSD賓治酒的浴缸，有时还会放映电影放映。首批活动是借用一系列外部的刺激来强化LSD的体验。最大的一次迷幻测试于1966年1月在旧金山举行，名为Trips Festival。从这时起，蒂莫西·利里和快乐捣蛋鬼之间的根本区别就凸显出来了。所希望的是冷静和沉思，而快乐捣蛋鬼则自愿放大其幻象以突破自己的极限，对他们而言，LSD就像一项极限运动，是一种耐力测试，且仅供内部人员使用，与蒂莫西·利里不同之处在于他们排除任何神秘体验。 1965年，奥古斯都·奥斯利·斯坦利加入了快乐捣蛋鬼；在伯克利结束化学系学习后，他第一次获得了LSD。1966年，斯坦利在旧金山湾区搭建了一个实验室，试图合成纯度尽可能高的LSD然后以低价销售。他给自己的产品加了许多不同的颜色以避免竞争者的假货，他还喜欢谣言里说的哪种颜色会带来哪种效果。他生产了一批有五种颜色的LSD，以说明这些谣言毫无根据；然后，他免费分发样品来宣传新批次的颜色（有时通过与傑佛森飛船等乐队来宣传橙色），随后就只等口耳相传了。他是市场营销的大师，确定了250微克片剂2美元价格——这时LSD仍然合法。其他在LSD历史上留下印记的化学家还有奥斯利的助手蒂姆·斯卡利（Tim Scully）或米尔布鲁克的化学家尼克·桑德（Nick Sand）。然而，1966年10月6日，加利福尼亚州宣布LSD为非法。肯·克西计划在万圣节进行最后一场活动：给一些快乐捣蛋鬼颁发学位证的“迷幻测试毕业”（Acid test Graduation），这将是最后的迷幻测试。奥古斯都·奥斯利·斯坦利提供LSD的最后一个大型音乐节于1967年1月14日在旧金山举行。
美国反文化运动的兴起正是与LSD的普及息息相关。霍夫曼等作者指出，正是LSD与这项运动的联系才它在美国迅速被禁，或者说，除了LSD本身之外，与之相关的意识形态也是被禁止的。嬉皮士将LSD与他们价值观相联系，这些价值观与这场对社会至关重要的文化运动相背离——物质主义及其所造成的不满; 城市化及其所引发的对自然的远离、工业化及其产生的前景渺茫。他们主张要有完全的自由，包括药物消费的自由，并特别称颂LSD的使用。
众多艺术家都曾服用LSD，尤其是大门乐队的吉姆·莫里森、平克·弗洛伊德的西德·巴雷特、披头士、鲍勃·迪伦还有吉米·亨德里克斯和滚石乐队。因此，LSD从60年代后期开始极大影响了音乐创作，尤其是迷幻摇滚、迷幻流行和多种风格的酸性摇滚乐。这一重大的现象同样影响了电影。1963年，意大利纪录片《非人生活》（血腥和色情主题的影像集合）开启了一个新的电影流派，引发了一系列模仿者，如《Mondo Hollywood》和《Mondo Mod》等纪录片)。
苹果公司的创始人之一乔布斯同样承认LSD打开了他的思维，影响了他的直观能力和创造力。
许多电影也受到LSD及其文化的启发：
- 1966年，《野帮伙（英语：The_Wild_Angels）》（罗杰·科曼、彼得·方達、南茜·辛纳特拉，电影在美国刚一发行就遭禁）、《夏巴尬（英语：Chappaqua_(film)）》；
- 1967年，《迷途（英语：The_Trip_(1967_film)）》（有一幕LSD的场景，彼得·方達、丹尼斯·霍珀和杰克·尼科尔森，由罗杰·科曼执导；
- 1968年，《毛发（英语：Head_(film)）》（鲍勃·拉菲尔森（英语：Bob Rafelson）和杰克·尼科尔森）、《精神错乱（英语：Psych-Out）》（一幕杰克·尼科尔森的场景就发生于海特-阿什伯里区（英语：Haight-Ashbury））、《迷墙》、《罗丝玛丽的婴儿》（罗曼·波兰斯基说其中一幕场景受到自己的一次坏体验（英语：bad trip）的启发）；
- 1969年，《逍遥骑士》（由丹尼斯·霍珀执导，有一幕彼得·方达和杰克·尼克尔森的坏体验（英语：bad trip））、《夺命脂粉客（英语：The Big Cube）》、《Skidoo（英语：Skidoo_(film)）》等。

除了传统电影以外，还有一类Z级电影出现。
其他一些反文化现象也与LSD有关。赛博朋克谴责将LSD定为非法的行为，认为这是阻止他们自由获取信息的障碍，而且赛博朋克且对产生一种虚拟现实的能力也很感兴趣。同样，在techno的圈子里LSD（和其他致幻剂）流行度较高，特别是在Free Party中，其影响接近70年代。

## 劑量
LSD按品質而言是迄今为止发现的强烈精神药品之一。从试验者的体验和药物学方法（例如受体结合实验）中，都发现LSD比光盖伞素和光盖伞辛要强100倍，比麥司卡林强4000倍。LSD的剂量以微克为单位，相对而言几乎所有其他的药品和毒品都以毫克为单位。
通常LSD的致幻剂量为25μg，且其药效随剂量增加而显著加强。1990年代末，美国缉毒警察缴获的LSD每支大约20-80μg；60年代时也有300μg以上的。常用LSD的最大剂量为1200μg，但是如此高的剂量可能会产生不愉快的生理、心理反应。
LSD的半数致死剂量（LD50）为200-1000μg／kg，但迄今为止截至2024年尚未有LSD过量致死的报道。

## 另見
- MKUltra計劃

## 外部連結

### 媒體
- 提莫西·李瑞 （页面存档备份，存于）
- Wired News: Long Trip for Psychedelics （页面存档备份，存于），September 27, 2004
- Who's Got the LSD? These Days, Almost Nobody
- Northern Californian LSD makers found guilty
- Pickard And Apperson Sentenced On LSD Charges Official DEA press release on the "Largest LSD Lab Seizure In DEA History"

### 學術
- A Critical Review of Theories and Research Concerning LSD and Mental Health（页面存档备份，存于）
- Definitions of Addiction, Physical Dependence, and Tolerance （页面存档备份，存于）
- LSD - My Problem Child online, by LSD inventor Dr. Albert Hofmann
- The Neurochemistry of Psychedelic Experience （页面存档备份，存于），Science & Consciousness Review
- Aldous, F. A. B., Barrass, B. C., Brewster, K., Buxton, D. A., Green, D. M., Finder, R. M., Rich, P., Skeels, M., and Tutt, K. J., "Structure-Activity Relationships in Psychotomimetic Phenylalkylamines," （页面存档备份，存于） Journal of Medicinal Chemistry, Vol. 17, 1100-1111 (1974)
- Current LSD Research（页面存档备份，存于）
- Searchable LSD Bibliography （页面存档备份，存于）

### 都市傳奇
- Blue Star Tattoo myth
- Strychnine myth （页面存档备份，存于）

### 其他
- Good Drugs Guide （页面存档备份，存于）
- LSD section of The Vaults Of Erowid（页面存档备份，存于）
- LSD Visual experiment （页面存档备份，存于）
- Spirit Plants （页面存档备份，存于）
- Storming Heaven: LSD and the American Dream